# هاگ‌کیسه

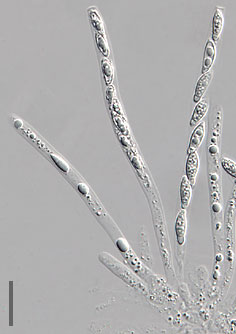
این تصویر گونه قارچ «Hypomyces chrysospermus» را نشان می‌دهد که در گروه آسکومیست‌ها قرار دارد و تولید‌هاگ‌های کیسه‌ای (آسکوسپورها) را در آسک‌های خود انجام می‌دهد.

هاگ‌کیسه یا آسک (ἀσκός) کیسه‌ای است که هاگ‌های قارچ در آن تولید می‌شود. هاگ‌کیسه معمولاً یک اندام حفره ای شکل است که در داخل آن آسکوسپرها تشکیل می‌گردد.
در شمار زیادی از آسکومیست‌ها آسکها طویل و شکل آنها گرزی یا استوانه ای شکل است. البته در بعضی از گروه‌ها آسکها کروی یا بیضوی و در عده ای دیگر مستطیلی شکل است.
در یک گونه آسکومیست وجود آسک‌های با جدار عرضی نیز گزارش شده‌است. آسک‌ها ممکن است پایه دار یا بدون پایه بوده باشد. طرز استقرار آسک‌ها نیز در آسکوکارپ یا به صورت دسته جمعی بادبزنی است یا آنکه به‌طور منفرد در سطوح مختلف قرار گرفته‌است.
یکی از صفات عمده مرفولوژیکی آسک‌ها که اساس رده‌بندی آسکومیست‌ها را نیز تشکیل می‌دهد وضع ساختمان دیواره آسک هاست. به‌طور کلی دو نوع آسک شناخته شده‌است که یکی هاگ‌کیسه‌های تک‌جداره Unitunicate و دیگری هاگ‌کیسه‌های دوجداره Bitunicate.
دیواره نسبتاً نازک آسک‌های تک‌جداره از دو لایه نازک که به ظاهر هر یک دیواره ای به نظر می‌رسد تشکیل شده‌است. ضخامت دیواره آسک ممکن است در تمام قسمتها یکنواخت باشد ولی گاهی دیواره مزبور در قسمت نوک کلفت‌تر می‌گردد. در آسک‌های نوع اخیر در قسمت نوک ضخیم آسک، سوراخ یا کانالی جهت خروج آسکوسپرها بوجود می‌آید. در هاگ‌کیسه‌های دوجداره نیز دیواره آس از دو لایه مشخص که لایه خارجی سخت و لایه داخلی ارتجاع پذیر است تشکیل شده‌است در موقع رسیدن آسک لایه خارجی آن در قسمت نوک شکسته و لایه داخلی با جذب نمودن آب طویل می‌گردد. در قسمت نوک لایه اخیر نیز سوراخی وجود دارد که آسکوسپرها به شدت از طریق این سوراخ به خارج پرتاب می‌شود.